# N252i
ムーバ N252i（ムーバ　エヌ　にー　ごー　にー アイ）は、日本電気(NEC)によって開発された、NTTドコモの携帯電話(mova)端末製品である。

## 概要
iアプリ非対応でカメラ搭載のN251i・N251iSの後継機。カメラ画素数がN251i・N251iSの11万画素から31万画素になり、サブディスプレイが縦長からN504iS・N505iのような正方形に近くなった。また、赤外線通信機能を搭載した。
252iシリーズ共通機能として「チャットメール」に対応する。

## 歴史
- 2003年10月14日 - ドコモからP252iとともに開発を発表。
- 2003年10月31日 - ドコモから発売。
- 2012年3月31日 - movaサービス終了により使用はこの日限りとなる。